# Automobile Competition Committee for the United States
El Automobile Competition Committee for the United States (ACCUS, Comité de Competición del Automóvil por los Estados Unidos) es la organización que representa al automovilismo de Estados Unidos ante la Federación Internacional del Automóvil. Se fundó en el año 1959, poco después de que la Asociación Estadounidense del Automóvil (AAA, por sus siglas en inglés) dejara de fiscalizar competencias, y tiene sede en la ciudad de Denver.
A 2011, el ACCUS tiene siete miembros plenos y un miembro asociado, que incluyen a los principales certámenes de automovilismo:
- NASCAR (stock cars)
- INDYCAR LLC (monoplazas)
- Grand-Am (gran turismos y sport prototipos)
- International Motor Sports Association (gran turismos, sport prototipos y monoplazas)
- National Hot Rod Association (arrancones)
- Sports Car Club of America (gran turismos, sport prototipos, turismos monoplazas)
- United States Auto Club (óvalos de tierra)
- World Karting Association (miembro asociado; karting)

Todos los miembros fiscalizan sus propias competiciones de automovilismo. Esto distingue al Estados Unidos de la mayoría de los países, donde la asociaciones nacional de automovilismo fiscalizan gran parte de las competiciones de primer nivel. El ACCUS se dedica a otros roles, como servir de enlace entre los miembros, la FIA y otras asociaciones nacionales; listar los calendarios oficiales, emitir licencias de pilotos y documentos de automóviles de carreras, y certificar récords oficiales.